# Sic
 Тази статия е за латинската дума.  За други значения вижте Sic (пояснение).  
Sic e латинска дума, означаваща в превод „така“, а също и „по този начин“. Sic днес се използва обикновено в текст и печатен набор, например при цитиране, за да се укаже наличието на предхождащо погрешно или нестандартно изписване или твърдение в оригинала, което е предадено дословно и не е резултат от преводна или печатна грешка. Обикновено се поставя в цитирането в квадратни скоби и курсив – [sic!] или кръгли скоби (sic!) , с удивителна или без такава в скобите.

## Употреба
Може да се използва, за да означи архаизирани думи, например при цитиране на Конституцията на САЩ (англоезичен пример):
The House of Representatives shall chuse [sic] their Speaker...
където shall chuse е остаряла форма на shall choose.